# سوزان اتکینز
سوزان دنیس اتکینز (به انگلیسی: Susan Denise Atkins) (‎ ۷ مه ۱۹۴۸ – ۲۴ سپتامبر ۲۰۰۹‎) یکی از اعضای «خانوادهٔ منسن» بود که توسط چارلز منسن رهبری می‌شدند. منسن و پیروانش ۹ نفر را در ۴ محل مختلف در ایالت کالیفرنیا به قتل رساندند. زمان ارتکاب این قتل‌ها یک دورهٔ ۵ هفته‌ای در اواسط تابستان ۱۹۶۹ بود. شَرون تیت و لِنو و رُزماری لابیانکا از قربانیان معروف این قتل‌ها بودند.
اتکینز که در میان خانوادهٔ منسن‌ها با نام Sadie Mae Glutz شناخته می‌شد، به دلیل مشارکت در ۸ فقره از قتل‌ها مجرم شناخته شد و محکوم به اعدام شد. اما قبل از آن‌که حکم اعدام در مورد او اجرا شود به دلیل اصلاح قوانین کیفری ایالات متحده مجازاتش به حبس ابد تغییر یافت. اتکینز از ۱ اکتبر ۱۹۷۱ تا زمان مرگش را در زندان‌های کالیفرنیا گذراند و تقاضای عفو مشروط او ۱۸ بار رد شد. او رکورددار «طولانی‌ترین زمان زندانی بودن یک زن» در سیستم کیفری ایالت کالیفرنیا بود.